# Costanzo da Sarnano
Costanzo da Sarnano, O.F.M.Conv. (Sarnano, 4 de outubro de 1531 - Roma, 20 de dezembro de 1595) foi um cardeal do século XVII.

## Biografia
Nasceu em Sarnano em 4 de outubro de 1531. Seu sobrenome era Torri e ele o mudou para o local de seu nascimento seguindo o costume da ordem religiosa à qual ingressou posteriormente. Ele também foi chamado de Costanzo Boccafuoco por causa de seu talento como pregador. Seu primeiro nome também está listado como Costantino; seu sobrenome como Torri; e seu apelido como Boccafuoco; como Buccafochi; como Boccadifuoco; e como Buttafuoco.
Ingressou na Ordem dos Frades Menores Conventuais aos dez anos; mudou seu nome de batismo, Gasparo, para Costanzo. Estudou filosofia e teologia. Obteve o título de Magister aos vinte e oito anos..
Ordenado (nenhuma informação encontrada). Professor de filosofia e teologia na Universidade de Perugia, de Pádua e de Roma. Ao mesmo tempo, ele também era um pregador notável e popular. Ele era amigo do Pe. Felice Peretti, também franciscano, que mais tarde se tornou o Papa Sisto V. Escreveu várias obras em teologia e filosofia aristotélica; seu Somma della teologia foi publicado pela imprensa do Vaticano em 1592..
Criado cardeal sacerdote no consistório de 16 de novembro de 1586; recebeu o gorro vermelho e o título de S. Vitale, em 14 de janeiro de 1587. Encarregado pelo papa da compilação, ampliação e correção das obras de São Boaventura..
Eleito bispo de Vercelli em 6 de abril de 1587. Consagrada em 12 de julho de 1587 a igreja de S. Pietro in Montorio, Roma, pelo cardeal Girolamo Bernerio, bispo de Ascoli Piceno, auxiliado por Giovanni Battista Albani, patriarca titular de Alexandria, e por Agostino Quintius, bispo de Curzola. Não residiu em sua sé porque foi retido em Roma trabalhando na cúria. Optou pelo título de S. Pietro in Montorio, em 20 de abril de 1587. Renunciou ao governo da diocese antes de 29 de maio de 1589. Participou do primeiro conclave de 1590 , que elegeu o Papa Urbano VII. Participou do segundo conclave de 1590, que elegeu o papa Gregório XIV. Participou do conclave de 1591, que elegeu o Papa Inocêncio IX. Participou do conclave de 1592, que elegeu o Papa Clemente VIII..
Morreu em Roma em 20 de dezembro de 1595. Depositado no seu título, mais tarde transferido para Sarnano e sepultado na igreja conventual de S. Francisco daquela cidade.